# Ludmila Lundáková
Ludmila Lundáková, coniugata Ordnungová (Praga, 16 agosto 1934), è un'ex cestista cecoslovacca.
Era la moglie di Nikolaj Ordnung.

## Carriera
Con la Cecoslovacchia ha disputato due edizioni dei Campionati mondiali (1957, 1959) e i Campionati europei del 1958.